# Sensors and Actuators A: Physical
Sensors and Actuators A: Physical (abrégé en Sens. Actuator A-Phys.) est une revue scientifique à comité de lecture. Ce mensuel publie des articles de recherches originales concernant les domaines des capteurs, actionneurs et microsystèmes électromécaniques en physique.
D'après le Journal Citation Reports, le facteur d'impact de ce journal était de 1,674 en 2009. Actuellement, le directeur de publication est P. J. French (Université de technologie de Delft, Pays-Bas).

## Histoire
Au cours de son histoire, le journal a changé de nom :
- Sensors and Actuators, 1980-1989  (ISSN 0250-6874)[3]

Le journal est ensuite séparé en deux entités :
- Sensors and Actuators A: Physical, 1990-en cours  (ISSN 0924-4247)
- Sensors and Actuators B: Chemical, 1990-en cours  (ISSN 0925-4005)